# رزيلينت ليدي
رزيلينت ليدي (بالإنجليزية: Resilient Lady) هي سفينة سياحية يملكها تحالف بقيادة مجموعة فيرجن، وتشغلها شركة فيرجن فوياجيز. بنيت مطابقة على غرار السفينة الشقيقة الكبرى سكارليت ليدي وفالينت ليدي. حيث اكتمل بنائها من قبل شركة فينكانتييري الإيطالية في ديسمبر 2022. ودخلت في الخدمة في عام 2023.

## نبذة
تعتبر سفينة رزيلينت ليدي سفينة ضخمة يبلغ طولها 278 مترًا وحمولتها الإجمالية 110,000 طن، وتتسع لـ 2770 راكبًا. بناؤها بنفس النسب مثل شقيقتها الكبرى السفينة سكارليت ليدي. تتميز بأكثر من 1400 حجرة يخدمها 1160 من أفراد الطاقم. التي تشهد على الحد الأدنى من مستويات الاهتزاز والضوضاء، بالإضافة إلى الاستخدام المكثف لأتمتة المنزل. من خلال تثبيت تطبيق على الهواتف الذكية، يمكن للركاب إدارة مجموعة من وظائف الحجرة، مثل تكييف الهواء، وإضاءة ليد، وفتح أو إغلاق الستائر، والموسيقى، والتلفزيون.
تضم تقنيات بديلة متطورة تقلل من التأثير البيئي للسفينة. مثل نظام لإنتاج الطاقة يبلغ حوالي 1 ميجاوات، والذي يستخدم الحرارة المهدرة من محرك الديزل. بالإضافة إلى نظام جهاز التنظيف لإدارة نفايات ثنائي أكسيد الكبريت، تم تزويد هذه الوحدات بمحول حفاز، مما يقلل من أكاسيد النيتروجين. وهي مجهزة بالكامل بمصابيح تقلل من استهلاك الطاقة، بينما يوفر التصميم الهيدروديناميكي لهيكل السفينة أداءً يوفر في الوقود.
أتمت السفينة رحلتها البحرية الأولى في 14 مايو 2023 حيث انطلقت رحلتها في شرق البحر الأبيض المتوسط. ثم أبحرت السفينة في رحلات بحرية إلى أستراليا ونيوزيلندا والمحيط الهادئ في أواخر عام 2023 وأوائل عام 2024. في يوليو وأغسطس 2024 أبحرت من نصف الكرة الشرقي إلى المملكة المتحدة لموسمها الافتتاحي في المملكة المتحدة، حيث أبحرت من بورتسموث إلى أوروبا وشمال أفريقيا.